# Nézhā zhī mótóng jiàngshì
Nézhā zhī mótóng jiàngshì (哪吒之魔童降世S, Nézhā zhī mótóng jiàngshìP), noto anche con il titolo internazionale Ne Zha, scritto anche Nezha, è un film d'animazione del 2019 di genere fantasy d'avventura, diretto e scritto da Jiaozi. La casa di produzione è di proprietà del regista stesso, la Chengdu Coco Cartoon. Con protagonista il popolare personaggio mitologico cinese Nezha, la trama è liberamente basata sul romanzo del XVI secolo Fengshen Yanyi di Xu Zhonglin.
Ne Zha è uscito in Cina esclusivamente nei cinema IMAX e China Film Giant Screen il 13 luglio 2019, seguito da altri cinema il 26 luglio, distribuito da Beijing Enlight Pictures. È il primo lungometraggio d'animazione cinese distribuito in formato IMAX, e, nonostante sia il film d'esordio del suo regista e studio di animazione, e non abbia attori molto noti nel suo cast vocale, il film ha ottenuto il plauso della critica ed è stato uno dei più grandi successi commerciali del cinema cinese, stabilendo numerosi record di incassi al botteghino: è diventato il film d'animazione con il maggior incasso in Cina, il film d'animazione non statunitense con il maggior incasso a livello mondiale, e il secondo film non in lingua inglese con il maggior incasso mondiale di tutti i tempi al momento della sua uscita. Con un incasso di oltre 742 milioni di dollari, è stato il quarto film d'animazione con il maggior incasso di quell'anno e il quinto film con il maggior incasso di sempre in Cina.
L'uscita nordamericana è iniziata il 29 agosto 2019 in alcuni cinema IMAX 3D, prima di essere distribuita a livello nazionale il 6 settembre. È stato selezionato come candidato cinese per il premio oscar al miglior film in lingua straniera alla 92ª edizione degli Academy Awards, diventando il primo film d'animazione cinese a farlo, ma alla fine non è stato nominato.
Un secondo film ambientato nello stesso universo, intitolato Jiāng Zǐyá, è uscito il 1º ottobre 2020, giorno della festa nazionale in Cina. Un seguito diretto, Ne Zha 2, è stato distribuito il 29 gennaio 2025.

## Trama
Una Perla del Caos, nata da essenze primordiali, inizia ad assorbire voracemente le energie. Yuanshi Tianzun, una divinità suprema del Taoismo e uno dei Tre Puri, invia i suoi discepoli Taiyi Zhenren e Shen Gongbao per sottomettere la perla senziente. Tuttavia, Taiyi e Shen non riescono ad avere la meglio. Alla fine, Tianzun separa la perla in due componenti opposte: la Perla Spirituale e la Sfera Demoniaca. Quindi, lancia una maledizione celeste sulla Sfera Demoniaca: entro tre anni verrà distrutta da un potente fulmine. Quindi, ordina a Taiyi di prendere la Perla Spirituale affinché si reincarni come terzo figlio di Li Jing, un generale e comandante della città di Chentangguan.
Tuttavia, Shen architetta uno scambio tra la Perla Spirituale e la Sfera Demoniaca facendo in modo che sia quest'ultima a venire collocata sull’altare rituale. La natura demoniaca di Ne Zha, il bambino nato da Lady Yin e Li Jing, si manifesta fin dall’inizio. Taiyi informa la famiglia che il destino di Ne Zha è segnato: tra tre anni, la maledizione celeste lanciata sulla Sfera Demoniaca lo ucciderà. Li si reca in paradiso con Taiyi per supplicare la salvezza del figlio, ma viene informato che la maledizione è ufficialmente irreversibile.
Nel frattempo, Shen ha consegnato al Re Drago la Perla Spirituale. I draghi nutrono rancore per il loro ruolo di carcerieri della Corte Celeste e per il fatto di essere confinati a un'esistenza infernale sul fondale oceanico. Per questo motivo, il Re Drago infonde la Perla Spirituale in un uovo, dando alla luce un figlio, Ao Bing, che viene affidato a Shen. La speranza è che, grazie alla natura benedetta di un drago nato dalla Perla Spirituale, la razza dei draghi venga considerata degna dal Cielo.
Per domare la sua natura demoniaca e renderlo felice, i genitori di Ne Zha gli mentono, dicendogli che è nato dalla Perla Spirituale e che è destinato a diventare un grande cacciatore di demoni. Ne Zha studia sotto la guida di Taiyi e sviluppa straordinarie abilità. Tuttavia, con il tempo diventa impaziente e fugge dai suoi confini per andare a caccia di demoni. Durante l'inseguimento di un demone d'acqua, finisce per bruciare un villaggio di pescatori. Alla battaglia si unisce Ao Bing, che però viene sconfitto. Per sua fortuna, Ne Zha riesce a sopraffare il demone e a salvarlo. I due diventano amici, ma gli abitanti del villaggio fraintendono le sue intenzioni e, accecato dalla rabbia, Ne Zha si scaglia contro di loro, ferendone molti.
La famiglia Li organizza una sontuosa festa di compleanno per Ne Zha, invitando i cittadini, che partecipano con diffidenza. Poco prima della festa, Shen fa visita a Ne Zha e gli rivela la verità sulla sua origine. Ne Zha, sconvolto e furioso, libera la sua forma demoniaca che finisce quasi per uccidere suo padre, finché non interviene Ao Bing. Sentendosi tradito da tutti, Ne Zha se ne va ad attendere il proprio destino.
Nel frattempo, Li scopre che Ao Bing possiede la Perla Spirituale e sa che, se questa informazione venisse rivelata a Tianzun, non solo Ao Bing verrebbe punito, ma l'intera razza dei draghi sarebbe condannata per sempre. Non volendo tradire la sua specie, Ao Bing segue il consiglio di Shen e decide di eliminare tutti i testimoni, seppellendo la città sotto un'enorme lastra di ghiaccio.
Nel frattempo, Ne Zha scopre che, mentre suo padre era in paradiso a intercedere per la sua sorte, aveva accettato un incantesimo che gli avrebbe permesso di scambiare la propria vita con quella del figlio. Sebbene la maledizione fosse dichiarata "irreversibile", l'incantesimo permette comunque un sacrificio personale: non elimina la maledizione, ma devia il fulmine su Li Jing. Commosso dal sacrificio paterno, Ne Zha torna al villaggio per fermare Ao Bing. Scatenando tutta la sua forza demoniaca, sconfigge Ao Bing, ma gli risparmia la vita perché è il suo unico amico.
Quando il fulmine celeste si avvicina, Ne Zha accetta il proprio destino, ma viene inaspettatamente raggiunto da Ao Bing. Unendo le mani, i due scatenano il potere della Perla del Caos per assorbire l’energia. Tuttavia, i loro corpi mortali si rivelano troppo deboli per contenerne la potenza e vengono distrutti. Con l'aiuto di Taiyi, però, riescono a sopravvivere sotto forma di spiriti e gli abitanti del villaggio si inginocchiano davanti a loro.
Nelle scene a metà e dopo i titoli di coda, il Re Drago giura vendetta contro i cittadini di Chentangguan per ciò che è accaduto ad Ao Bing, mentre in un luogo sconosciuto viene introdotto Jiang Ziya, un altro immortale della mitologia cinese, protagonista di una storia parallela ambientata nello stesso universo narrativo.

## Personaggi
- Nezha, figlio di Li Jing e Lady Yin, doppiato in lingua originale da Lü Yanting (voce da bambino) e Joseph Cao (voce da adolescente), e in lingua inglese da Jordan Cole (voce da bambino) e Griffin Puatu (voce da adolescente);
- Ao Bing, il terzo figlio del Re Drago, doppiato in lingua originale da Han Mo e in lingua inglese da Aleks Le;
- Li Jing, padre di Nezha e capo di Chentangguan, disposto a sacrificarsi per salvare il figlio, doppiato in lingua originale da Chen Hao e in lingua inglese da Vincent Rodriguez III;
- Lady Yin, madre di Nezha e matriarca di Chentangguan, doppiata in lingua originale da Lü Qi e in lingua inglese da Stephanie Sheh;
- Taiyi Zhenren, maestro di Nezha e immortale taoista del Kunlun, doppiato in lingua originale da Zhang Jiaming e in lingua inglese da Mike Pollock;
- Shen Gongbao, fratello di Taiyi e maestro di Ao Bing, doppiato in lingua originale da Yang Wei e in lingua inglese da Jaden Waldman.

## Produzione
Il film racconta le origini mitologiche di Nezha, una divinità protettrice nella religione popolare cinese, e la sua storia è liberamente basata sulla versione letteraria del mito che forma due capitoli di Investiture of the Gods, un romanzo shenmo della dinastia Ming, tradizionalmente attribuito a Xu Zhonglin, che incorpora vari miti esistenti in una narrazione più ampia.
La storia è stata adattata per lo schermo molte volte in precedenza, almeno a partire dal 1927 o 1928, sia da solo (come nel film d'animazione tradizionale del 1979 Nezha Conquers the Dragon King) sia come parte di adattamenti dell'intero Investiture of the Gods (come il film live-action del 2016 League of Gods).
Il regista Jiaozi ha impiegato due anni in totale per scrivere la sceneggiatura, e il film è stato in produzione per tre anni.
Il film contiene più di 1.318 inquadrature con effetti speciali e ci sono voluti più di 20 studi di effetti speciali cinesi, con più di 1.600 dipendenti, per realizzare l'ambientazione fiabesca del film, il misterioso Palazzo del Re Drago e una complessa lotta tra fuoco e acqua. Una sola scena ha richiesto due mesi per essere completata.

## Distribuzione

### Cina
La società di produzione esecutiva e distributrice Beijing Enlight Pictures ha presentato in anteprima Ne Zha l'11 luglio 2019 a Pechino, seguito da un bis il 12 luglio. Il film è stato distribuito in edizione limitata nei cinema IMAX e China Film Giant Screen premium large format il 13 luglio, ed è stato distribuito a livello nazionale il 26 luglio.

### Mercato internazionale
Il film è uscito nei cinema delle regioni anglofone in mandarino con sottotitoli in inglese tra la fine di agosto e l'inizio di settembre 2019.
È uscito in Australia il 23 agosto e in Nuova Zelanda il 29 agosto, distribuito dalla CMC Pictures.
È stato distribuito negli Stati Uniti e in Canada in alcuni cinema IMAX 3D il 29 agosto, seguito da altri cinema il 6 settembre, distribuito da Well Go USA Entertainment.
È stato distribuito nel Regno Unito e in Irlanda, anche in alcuni cinema IMAX 3D, il 30 agosto, distribuito da CMC Pictures in collaborazione con Cine Asia.

## Accoglienza

### Incassi
Il film ha incassato 600 milioni di yuan (circa 84 milioni di dollari) solo nei primi tre giorni. Ha battuto i record locali con un'apertura di 91,5 milioni di dollari, il più alto mai registrato per un film d'animazione in Cina.
Il 2 agosto 2019, è diventato il film d'animazione con il maggior incasso di tutti i tempi in Cina, un record detenuto da Zootropolis (235,6 milioni di dollari) dal 2016. Il 7 agosto 2019, Ne Zha è diventato il film d'animazione a raggiungere più rapidamente i 400 milioni di dollari (in 12 giorni). È diventato il film d'animazione con il maggior incasso di tutti i tempi in un singolo mercato (703,71 milioni di dollari in Cina) superando Gli Incredibili 2 (2018) (608,5 milioni di dollari in Nord America), il film d'animazione non Disney o Pixar con il maggior incasso in un singolo mercato, superando Shrek 2 (2004) (441,2 milioni di dollari in Nord America), e il film d'animazione non in lingua inglese con il maggior incasso, superando La città incantata (2001) (361,1 milioni di dollari in tutto il mondo). Dopo aver raggiunto i 700 milioni di dollari (in 46 giorni), è diventato il primo lungometraggio d'animazione nella storia del cinema a raggiungere tale traguardo in un unico mercato. In totale ha incassato 742718496 $.

### Critica
Sull'aggregatore di recensioni Rotten Tomatoes ha un indice di gradimento dell'89% basato su 18 recensioni, con un voto medio di 7,2 su 10. Su Metacritic ottiene un punteggio di 56 su 100 basato su 6 recensioni. Douban, un sito cinese di valutazione dei media, ha dato al film un punteggio di 8,7 su 10.

## Sequel
Il team creativo ha annunciato che Ne Zha sarebbe stato il primo capitolo di un universo immaginario, detto Fengshen Cinematic Universe, basato sulle storie raccontate nel Fengshen Yanyi. È stato annunciato che il secondo film della saga sarebbe stato Jiāng Zǐyá, anche noto come Legend of Deification, con il personaggio di Jiang Ziya come protagonista. L'uscita era prevista per il 25 gennaio 2020 in Cina, ma a seguito della pandemia di COVID-19, tutte le uscite del capodanno cinese sono state cancellate. È stato distribuito il 1° ottobre 2020, in concomitanza con la festa nazionale cinese, sia in Cina che negli Stati Uniti.
Un sequel diretto del film, Ne Zha 2, è stato distribuito il 29 gennaio 2025. Un terzo film incentrato sul personaggio di Ne Zha è in lavorazione.